# Dasiúrids
Els dasiúrids (Dasyuridae) són una família de marsupials natius a Austràlia i Nova Guinea, incloent 61 espècies dividides en 15 gèneres. Molts són petits i semblants als ratolins, però també inclou els gats marsupials, de la mida dels gats. Es troben a molts tipus d'hàbitats, com prats, boscos i muntanyes.

## Taxonomia
Dasyuridae
- Subfamília Dasyurinae

- Tribu Dasyurini

- Gènere Dasycercus
- Gènere Dasykaluta
- Gènere Dasyuroides
- Gènere Dasyurus
- Gènere Glaucodon †
- Gènere Myoictis
- Gènere Neophascogale
- Gènere Parantechinus
- Gènere Phascolosorex
- Gènere Pseudantechinus
- Gènere Sarcophilus

- Tribu Phascogalini

- Gènere Antechinus
- Gènere Micromurexia
- Gènere Murexechinus
- Gènere Murexia
- Gènere Paramurexia
- Gènere Phascomurexia
- Gènere Phascogale

- Subfamília Sminthopsinae

- Tribu Planigalini

- Gènere Planigale

- Tribu Sminthopsini

- Gènere Antechinomys
- Gènere Ningaui
- Gènere Sminthopsis

Fonts: Wikispecies, AnAge, Animal Diversity Web.